# Argonnenbahn
L'Argonnenbahn (chemin de fer de l'Argonne) est un ancien chemin de fer léger situé dans la forêt d'Argonne en France, qui a été posé et exploité par l'armée allemande pendant la Première Guerre mondiale.

## Histoire

### L'Argonnenbahn
Le génie militaire allemand (les « pionniers ») a construit l'Argonnenbahn comme un chemin de fer léger propulsé par des locomotives à vapeur et au benzène pour transporter les troupes et approvisionner le front en matériaux de construction, armes, munitions et fournitures. Dans le sens inverse, il était affecté au transport des blessés du Toter-Mann-Mühle (moulin de l'homme mort) jusqu'à l'hôpital de campagne n°5 de Senuc, sur des wagons aménagés pour le transport des blessés conformément au carnet de consignes médicales de guerre.

### Chemins de fer de tranchées

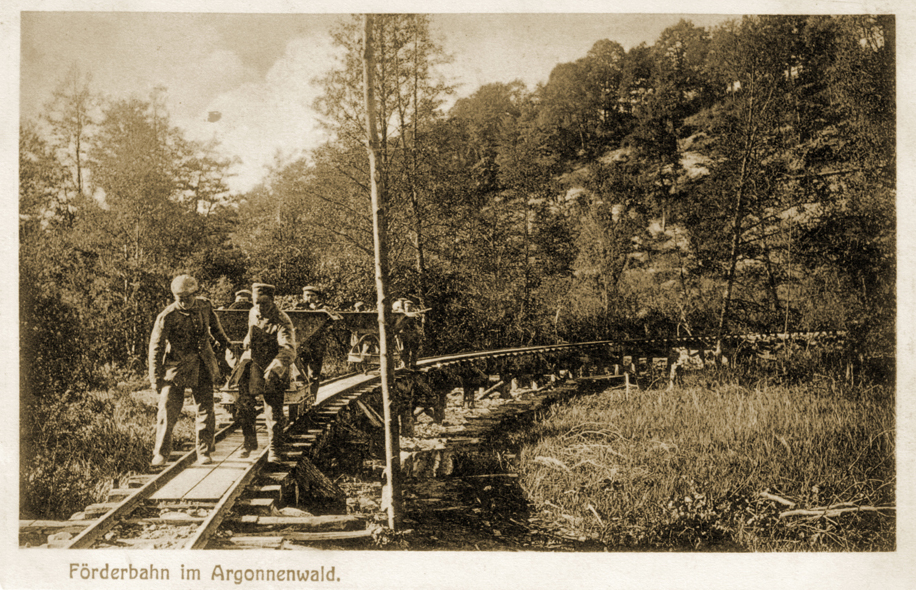
Wagonnets déplacés manuellement

Les soldats blessés étaient transportés sur les chemins de fer de tranchée posés par le génie, à l'aide de wagonnets à quatre roues, tirés par des chevaux ou manutentionnés par des ambulanciers, depuis la zone d'accueil et de triage des abris médicaux du bataillon jusqu'au terminus de l'Argonnenbahn au Toter-Mann-Mühle (moulin de l'homme mort). Il y avait à cet effet 20 wagonnets, chacun équipé d'un châssis en fer servant de support à deux civières montées sur ressorts hélicoïdaux.

## Réseau
L'Argonnenbahn était un réseau de chemins de fer légers à écartement de 600 mm, d'environ 300 km de long, présentant la classification suivante avec différents niveaux d'expansion, reliés par des chemins de fer de tranchées : 
- Chemin de fer léger (allemand : Feldbahn, en rouge sur la carte)
  - pour locomotives à vapeur
  - pour locomotives à moteur à combustion interne /locomotives à benzène (allemand : Motorloks/Benzolloks), ces dernières étant plus discrètes car sans fumée[2]
- Chemin de fer de tranchées ( allemand : Förderbahn, en bleu sur la carte) opéré à cheval et à main[3],[4],[5].

Les stations de l'Argonnenbahn portaient des noms de code faciles à prononcer pour des Allemands, principalement des noms de villes de Saxe et de Prusse occidentale et des officiers Bruno von Mudra et Rudolf von Borries (de).
La ligne principale ouest menait de Senuc, via le moulin Hindenburg à Lançon, le camp de Charlevaux et la gare de Tafelland à Binarville, jusqu'à la gare de Toter-Mann et de là plus au sud,.

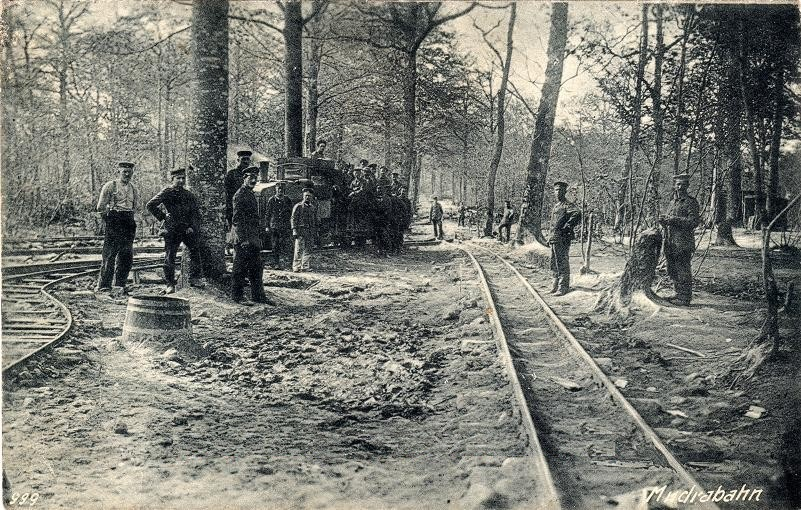
Mudrabahn, 1916/1917

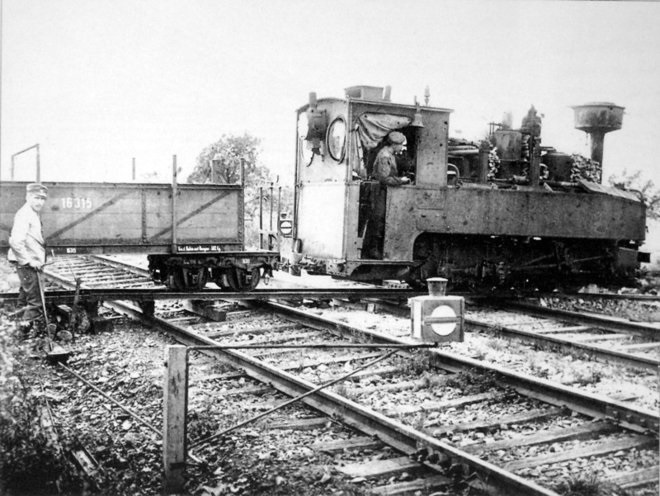
L'Argonnenbahn traverse le chemin de fer à double voie à écartement standard

La ligne principale est, généralement appelée Mudrabahn, partait de la gare de Kleinzwickau (Apremont) via la gare de Beuthen jusqu'à la gare de Mudrahöhe, où elle bifurquait. Une ligne secondaire menait vers le nord via le camp de Borrieswalde jusqu'au camp de Waldfriede près de Chatel, l'autre ligne secondaire menait vers le sud jusqu'au camp de Sachsenhain et vers le front,,.